# Glyptina brunnea
Glyptina brunnea är en skalbaggsart som beskrevs av Horn 1889. Glyptina brunnea ingår i släktet Glyptina och familjen bladbaggar. Inga underarter finns listade i Catalogue of Life.